# Горки (Белорусија)
Горки (блр. Горкі; рус. Го́рки) је град на крајњем истоку Републике Белорусије и Могиљовске области. Административни је центар Горкијског рејона. Смештен је на обалама реке Проње на око 84 км северозападно од административног центра области града Могиљова.
Према процени из 2012. у граду је живело 30.926 становника.

## Историја
У првим писаним изворима Горки се помиње 1544. као малено село. Први познати владар био је извесни књаз Друтски-Горски, а од 1584. постаје феуд књажева Сапега. Током XVII века постаје центар кнежевине Гори-Горецка и све до XIX века носио је назив Гори-Горки. У то време у граду су се редовно одржавали трговачки сајмови. Године 1683. у насељу је било 510 домаћинстава.
У периоду између 9. јула и 16. августа 1708. током Великог северног рата између Русије и Шведске у насељу је боравио император Петар I.
Након распада Државне заједнице Пољске и Литваније 1772. постаје део Оршанске провинције Руске Империје.
Године 1836. у Горком је основана пољопривредна школа која је 1842. преименована у Вишу пољопривредну школу, а 1848. у пољопривредни институт. Од тог времена Горки постаје најважнији пољопривредни центар у Белорусији. Оснивањем пољопривредног института почиње убрзан развој насеља. Године 1859. отворена је железара, а нешто раније паралелно са школом и пошта, апотекарска установа и метеоролошка станица.
Одлуком царске владе од 26. децембра 1861. село Горки добија административни статус града.
Године 1897. у граду је живеоло 6.735 становника, а свега три године касније имао је нешто мање од 8.000 житеља.
Град постаје саставни део Белоруске ССР 1. јануара 1919. године, а рејонски је центар од 1924. године.

## Становништво
Према процени, у граду је 2012. живело 30.926 становника.
| 1979.  | 1989.  | 1999.  | 2009.  | 2012.  |
| ------ | ------ | ------ | ------ | ------ |
| 26.627 | 30.905 | 30.905 | 32.777 | 30.926 |

## Саобраћај
Кроз град пролазе друмски правци републичког значаја Р-70 (Могиљов-Лењина), Р-15 (Лепељ — Кричав), Р-123 (Масток-Дрибин-Горки).